# Y học chứng cứ
Y học chứng cứ, y học thực chứng, hay đôi khi trong ngành y tế gọi là hành nghề dựa theo chứng cứ, thực hành dựa trên bằng chứng, là "việc sử dụng một cách chí lý, minh bạch, và có trách nhiệm các bằng chứng tốt nhất hiện tại để quyết định vấn đề chăm sóc mỗi bệnh nhân. Điều đó có nghĩa là phối hợp chuyên môn lâm sàng cá nhân với các bằng chứng lâm sàng từ các nguồn tìm thấy bên ngoài tốt nhất từ nghiên cứu có hệ thống." Mục tiêu của y học chứng cứ là kết hợp kinh nghiệm của nhà lâm sàng, các mong muốn về giá trị của [[[bệnh nhân]], và thông tin khoa học tốt nhất hiện tại để định hướng các quyết định trong điều trị lâm sàng. Thuật ngữ này ban đầu được dùng để mô tả một cách tiếp cận việc giảng dạy thực hành y khoa và giúp cải thiện chất lượng các quyết định của từng bác sĩ trên mỗi trường hợp bệnh nhân.
Tháp y học chứng cứ là một công cụ giúp hình dùng trật tự bậc chứng cứ trong y khoa, từ ít đáng tin cậy nhất, như ý kiến chuyên gia, đến đáng tin cậy nhất, như tổng quan có hệ thống.
Việc áp dụng y học dựa trên chứng cứ là cần thiết trong tiếp cận dựa trên quyền con người đối với sức khỏe cộng đồng và là điều kiện tiên quyết để tiếp cận quyền được chăm sóc sức khỏe.